# Fredensborghusene
Fredensborghusene er en boligbebyggelse beliggende i Fredensborg, Danmark, der blev opført i 1963 er kendt for sin enestående[kilde mangler] arkitektoniske design og deres historiske betydning som en boligløsning for hjemvendte danskere. Projektet blev grundlagt af den selvejende institution Fredensborghusene, som blev stiftet af foreningen Danes Worldwide med det formål at skabe boliger til hjemvendte danskere.

## Historie
Projektet Fredensborghusene blev igangsat på initiativ af foreningen Danes Worldwide og dens ledere, herunder Albert Kamp, formand Jørgen Saxild og højesteretssagfører Valdemar Hvidt. Idéen om at skabe en boligbebyggelse for hjemvendte danskere blev offentliggjort for foreningens medlemmer i 1957, og Jørn Utzon blev tilknyttet projektet som arkitekt.

## Arkitektonisk Design
Fredensborghusene er bemærkelsesværdige for deres arkitektoniske design, der kombinerer funktionalitet med æstetisk appel. Boligbebyggelsen består af forskellige hustyper, herunder gårdhavehuse og rækkehuse. Et karakteristisk træk ved disse boliger er deres vinkelform og integrerede gårdhaver, der skaber en harmonisk balance mellem det private og det fælles.
Gårdhavehusene er organiseret omkring fælles gårde, der fungerer som private udendørsrum for beboerne. Murene omkring gårdene varierer i højden for at skabe privatliv og samtidig bevare den smukke udsigt til det omkringliggende landskab. Gårdhaven er således et vigtigt element i boligernes design og formidler overgangen mellem det indre, intime rum og det store landskab udenfor.

## Bevaringsværdighed og Fredning
Fredensborghusene blev i 1987 erklæret bevaringsværdige og fredet på grund af deres historiske og arkitektoniske betydning. Denne beslutning blev truffet for at bevare dette unikke eksempel på dansk arkitektur og som en hyldest til Jørn Utzons visionære[kilde mangler] design.

## Samlingssted og Fællesskab
Bebyggelsen indeholder ikke kun boliger, men også et fælleshus, der fungerer som samlingssted for beboerne. Fælleshuset har været en central del af Fredensborghusene, hvor beboerne mødes, spiser sammen og deltager i sociale aktiviteter. Dette fællesskab er en vigtig del af bebyggelsens identitet og formål.